# Richard Stribeck

Stribeckkurvan. Kurvan anger sambandet mellan friktionskraft och periferihastighet för axeltappen i ett glidlager med hydrodynamisk smörjning.

Richard Stribeck, född 7 juli 1861 i Stuttgart, död där 1950, var en tysk maskiningenjör och vetenskapsman. Under den senare delen av sitt liv verkade han vid Tekniska Högskolan i Dresden och lade grunden till forskningsarbetet kring kugghjulsväxlar.
År 1902 presenterade han en rapport som behandlade glidlager och kullager ur en vetenskaplig synpunkt och ställde upp de grundläggande matematiska samband som gällde för dessa lagertyper. Den s.k. Stribeck-kurvan som beskriver sambandet mellan friktionskraft och axeltappens periferihastighet i ett glidlager med hydrodynamisk smörjning är uppkallad efter honom.
1930 tilldelades han Wilhelm-Exner-Medaljen för sina vetenskapliga insatser inom tribologivetenskapen.